# Leptovanua sondaica
Leptovanua sondaica är en insektsart som beskrevs av Jacobi 1941. Leptovanua sondaica ingår i släktet Leptovanua och familjen Tropiduchidae. Inga underarter finns listade i Catalogue of Life.